# Rosebud (South Dakota)
Rosebud (Lakota: Sičháŋǧu) ist eine US-amerikanische Siedlung in Todd County South Dakota. Das U.S. Census Bureau hat bei der Volkszählung 2020 eine Einwohnerzahl von 1455 ermittelt. Die Siedlung dient als Verwaltungssitz der Rosebud Indianer Reservation. Sie ist die größte Siedlung im Reservats-Gebiet. Rosebud ist keine Gemeinde im Sinne des amerikanischen Rechts, sondern ein Census-designated place ein 'Zu Statistikzwecken definiertes Siedlungsgebiet'.
Die Bevölkerung betrug, nach einer Volkszählung 2010, 1587 Einwohner. Davon waren 93,38 % Mitglieder des gleichnamigen Sioux Stammes. Der Name Rosebud (Rosenknospe) kommt von den wilden Rosen, die in der Gegend wachsen. In Rosebud befinden sich Stützpunkte des Indian Health Service, des Bureau of Indian Affairs (BIA), der Tribal BIA Police und des BIA Fire Management.